# Supernova de tipo Ia
Una supernova Ia es un tipo de supernova que ocurre en sistemas binarios (sistemas de dos estrellas que orbitan entre sí) en los cuales una de las estrellas es una enana blanca. La otra estrella que conforma el sistema puede ser de cualquier tipo, desde una estrella gigante hasta una enana blanca más pequeña. Sin embargo, las enanas blancas comunes de carbono y oxígeno son capaces de reacciones de fusión generadoras de una gran cantidad de energía si alcanzan temperaturas lo suficientemente altas.
Físicamente, las enanas blancas de carbono y oxígeno con rotación baja están limitadas a menos de 1,38 masas solares.
A pesar de esto, las enanas blancas vuelven a tener combustión y en algunos casos generan una explosión de supernova. Curiosamente, el límite de este fenómeno es comúnmente llamado límite de Chandrasekhar, a pesar de que es bastante diferente del límite absoluto de Chandrasekhar donde la presión degenerativa electrónica no previene los colapsos catastróficos. Si una enana blanca une gradualmente su masa con su compañero binario, la hipótesis general es que el núcleo alcanzará la temperatura necesaria para provocar la fusión del carbono. En el raro caso de que dos enanas blancas se mezclen, esto excederá el límite de Chadrasekhar y empezaran a colapsar, aumentando la temperatura más allá del punto de fusión. En cuestión de segundos después del comienzo de la fusión nuclear, una fracción significativa de la materia que compone la enana blanca pasa por una reacción descontrolada, la cual libera suficiente energía (1-2×1044 Julios) para provocar el colapso de la estrella en una supernova.
Esta categoría de supernova produce luminosidad consistente por la uniformidad de la masa de las enanas blancas que explotan a causa del mecanismo de aceleración.  La estabilidad de los valores de luminosidad permite que estas explosiones sean usadas como estándares para medir la distancia de las galaxias a las que pertenecen, ya que la magnitud visual de una explosión de supernova depende en gran medida de la distancia.
En mayo de 2015, la NASA reportó que el centro de observación espacial Kepler observó el fenómeno KSN 2011b, una supernova de tipo Ia en el proceso de explosión. La información obtenida en los momentos previos, durante la explosión y después de este fenómeno podrían ser claves para que los investigadores puedan determinar de una mejor manera la naturaleza de la energía oscura.

## Modelo de consenso

El espectro de SN1998aq, una supernova de tipo Ia, un día después de alcanzar su máxima luminosidad en la banda B.

La supernova de tipo Ia es una subcategoría en la clasificación Minkowski-Zwicky, que fue desarrollada por el astrónomo estadounidense Rudolph Minkowski y el astrónomo suizo Fritz Zwicky. Existen diversas formas por las cuales una supernova de este tipo puede formarse, sin embargo, todas ellas tienen un mecanismo en común. Los astrónomos teóricos tenían la creencia desde hace tiempo de que el tipo de estrella que daba origen a este fenómeno era una enana blanca, teoría que se confirmó con evidencia empírica después de que se pudo observar una supernova de este estilo, observada en la galaxia M82. Cuando una enana blanca que rota lentamente hace decrecer la materia de otra estrella de las mismas características, puede exceder el límite de Chandrasekhar en 1.44 M (unidades de masa solar), límite en el cual ya no es posible sostener su propio peso con presión degenerativa electrónica. En la ausencia de un efecto de compesación, la enana blanca colapsara para formar una estrella de neutrones, cosa que ocurre con frecuencia con las enanas blancas conformadas principalmente por magnesio, neón y oxígeno.
El punto de vista actual de los astrónomos que modelan las explosiones de supernovas tipo Ia es, sorpresivamente, que el límite nunca es alcanzado. En vez de eso, el aumento en la presión y densidad ocasionado por el súbito incremento de peso hace que se eleve la temperatura del núcleo, y conforme la enana blanca se aproxima al límite en un 99%, una etapa de convección ocurre y tiene lugar durante aproximadamente 1000 años. En algún punto del proceso de ebullición, una llamarada súbita frontal es creada por la fusión del carbón. Los detalles de la combustión aun son desconocidos, incluida la localización y cantidad de eventos donde esta llamarada comienza. La fusión del oxígeno comienza poco después, pero este combustible no se agota en su totalidad como el carbono.

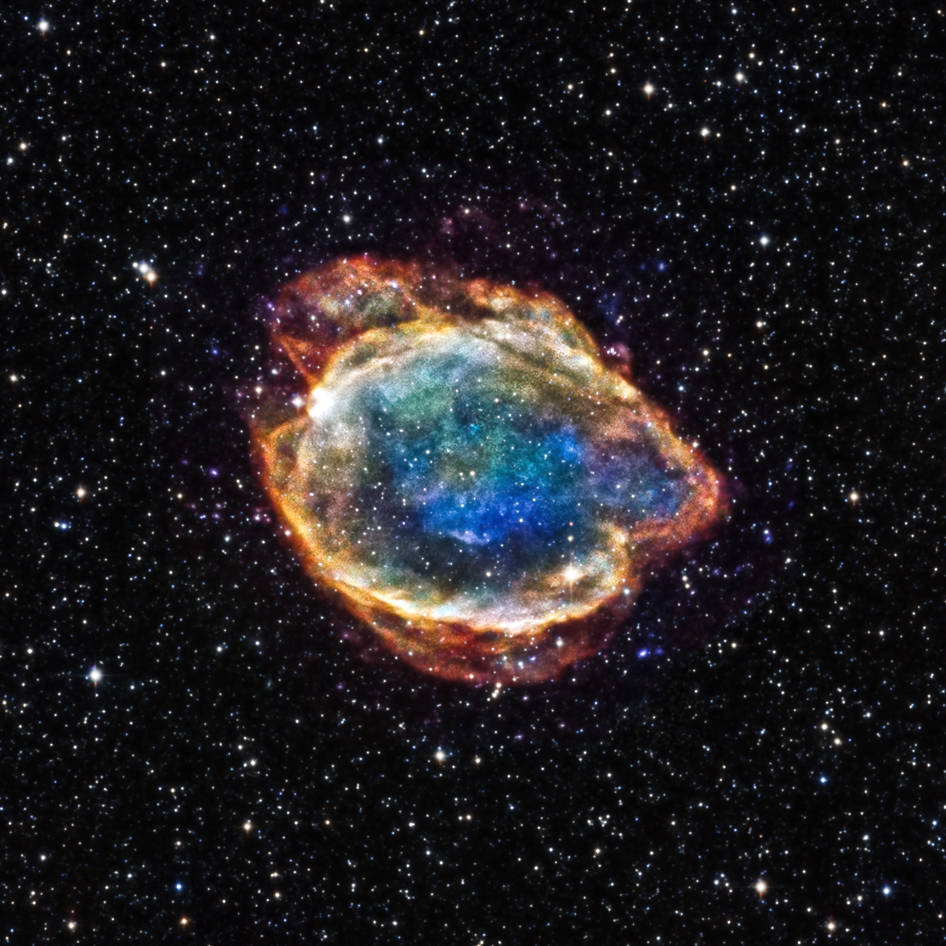
G299 Remanente de una supernova de tipo Ia

Una vez iniciada la fusión, la temperatura de la enana blanca comienza a incrementar. La secuencia principal estelar originada por la presión térmica se expandiría y enfriaría y esto contrarrestaría de manera automática el alza en la energía térmica. Sin embargo, La presión degenerativa es independiente de la temperatura; la enana blanca es incapaz de regular el proceso de fusión de la manera de una estrella convencional, así que es vulnerable a una reacción de fusión de escape térmico. Las llamaradas generadas se aceleran de manera dramática, en parte por la inestabilidad Rayleigh-Taylor e interacciones con la turbulencia. Hoy en día aun es un tema de debate si las se transforman en una detonación supersónica de una deflagración subsónica.
Independientemente de los detalles de esta fusión nuclear, es relativamente aceptado que una fracción sustancial del carbono y del oxígeno en la enana blanca son convertidos en elementos más pesados en cuestión de segundos, aumentando la temperatura interna a miles de millones de grados. Esta liberación de energía por la fusión térmica (1–2×1044 J) es más que suficiente para disociar la estrella; es decir, las partículas que conforman la enana blanca ganan suficiente energía cinética para separarse de las otras. La estrella explota de manera violenta y crea una onda expansiva que acelera la materia y es expulsada a una velocidad que varía entre 5000 y 20 000 km/s, prácticamente 6% la velocidad de la luz. La energía liberada en la explosión también genera un aumento extremo en la luminosidad del fenómeno. La magnitud absoluta visual promedio de las supernovas tipo Ia es de Mv= -19.3 (5 billones de veces más brillante que el sol).
La teoría de este tipo de supernovas es similar a la de las novas, en las que una enana blanca hace decrecer materia de manera lenta y no se acerca al límite de Chandrasekhar. En el caso de las novas, el decaimiento de la materia causa una explosión por la fusión del hidrógeno que no provoca el decaimiento de la estrella. Este tipo de supernova difiere con una supernova de decaimiento del núcleo, que es causada por una explosión cataclismica en las capas externas de una estrella masiva y genera que el núcleo implosione.

## Formación

### Progenitores Degenerados Simples
Un modelo de formación de este tipo de supernova es un sistema cerrado de estrella binaria. El sistema binario progenitor consiste en dos estrellas consecutivas, con la principal teniendo una masa mayor que la secundaria. Teniendo una masa mayor, la primaria es la primera del par para evolucionar en una rama asintótica gigante, en la cual el exterior de la estrella se expande significativamente. Si las dos estrellas comparten la envoltura común entonces el sistema perderá una cantidad significativa de masa, reduciendo el momento angular, radio orbital y periodo. Después de que la estrella principal se degenere en una enana blanca , la estrella secundaria evolucionara en un gigante rojo y se preparan las condiciones para la aceleración de masa de la estrella primaria. Durante la última fase de la envoltura compartida, las dos estrellas circulan cada vez más cerca a medida que el momento angular se pierde. La órbita resultante puede tener un periodo tan corto que sea de unas cuantas horas. Si la aceleración continua durante el tiempo suficiente, la enana blanca puede eventualmente acercarse al límite de Chandrasekhar.
La compañera de la enana blanca podría también decrecer materia de otro tipo de cuerpos celestes secundarios, como pueden ser subgigantes. El proceso creciente durante este decaimento sigue sin ser completamente descrito, ya que puede depender de la tasa de decaimento y la transferencia de momento angular al compañero de la enana blanca.
Se ha estimado que el 20% de las supernovas de tipo Ia son originados por progenitores degenerados simples.

### Progenitores Degenerados Dobles
Otro posible mecanismo que da origen a las supernovas de tipo Ia es el de la fusión de dos enanas blancas de las cuales sus masas combinadas exceden el límite de Chandrasekhar. El resultado de esta unión es llamada una enana blanca de masa super-Chandrasekhar. Dado este caso, la masa total no sería restringido por el límite de Chandrasekhar.
Colisiones de estrellas solitarias en la Vía Láctea ocurren una vez cada 107-1013 años; mucho menos frecuente que la aparición de novas. Las colisiones ocurren con una frecuencia mucho mayor en las regiones densas de cúmulo globular. Un escenario propenso a este fenómeno es una colisión con un sistema binario, o entre dos sistemas binarios que contienen enanas blancas. Estas colisiones pueden dejar como resultado un sistema binario cerrado de dos enanas blancas. Sus órbitas decaen y estas se mezclan mediante su envoltura compartida. A pesar de ello, un estudio basado en el espectro captado por SDSS encontró 15 sistemas binarios dobles de las 4,000 enanas blancas estudiadas, implicando que el fenómeno de fusión de enanas blancas ocurre cada 100 años en la Vía Láctea. Convenientemente, estos datos coinciden con el número de supernovas detectadas en nuestra galaxia.
Un posible escenario para un degenerado doble es una de las explicaciones propuestas para la inusual progenitora SN 2003fg debido a su gran masa 2M. La única posible explicación para SNR 0509-67-5, ya que todos los posibles modelos con enanas blancas han sido descartados. Esta propuesta también ha sido sugerida para SN 1006, ya que no se han encontrado restos de una estrella compañera. Observaciones hechas con el telescopio de la NASA Swift descartó la posibilidad de que hubieran supergigantes u otras estrellas compañeras de todas las supernovas tipo Ia estudiadas. El compañera del supergigante al explotar debería emitir rayos X, pero estos no han sido detectados por el telescopio XRT en los 53 fenómenos de supernova más cercanos. Para 12 supernovas de tipo Ia observadas durante 10 días de la explosión, el satélite UVOT mostró que no había radiación ultravioleta originada por el calentamiento de la superficie de la estrella que fue golpeada por la onda expansiva de la supernova, demostrando que no se encontraban gigantes rojos o supergigantes orbitándo a los progenitores. En el caso de SN 2011fe, el compañero debió ser menor que el sol, si es que realmente existió. El observatorio Chandra de rayos X reveló que la radiación de rayos x de 5 galaxias elípticas y la deformación de la galaxia Andrómeda es de 30 a 50 veces más débil de lo esperado. La radiación provocada por rayos x debería ser emitida por el discos de acreción de los progenitores de las supernovas tipo Ia. La radiación faltante indica que algunas enanas blancas poseen discos de acreción. Los pares de enanas blancas con espirales interiores deben ser los responsables de las ondas gravitacionales.
Las condiciones de los degenerados dobles plantean la pregunta acerca de que tan aplicables podrían ser los estándares de luminosidad de las supernovas de tipo Ia, ya que la masa total de dos enanas blancas es variable, así como su luminosidad.

### Supernovas de tipo Iax
Se ha propuesto que un grupo de supernovas de luminosidad baja ocurren cuando helio acrece en una enana blanca deberían ser clasificadas como supernovas de tipo Iax. Este tipo de supernova no necesariamente destruye por completo su enana blanca progenitora.

## Observación
A diferencia de otro tipo de supernovas, las de tipo Ia generalmente ocurren en todo tipo de galaxias, exceptuando las elípticas. Este tipo de fenómeno no muestra una preferencia especial por regiones específicas en las regiones estelares. Como las enanas blancas se forman al final del periodo de evolución principal de las estrellas, es difícil saber si al convertirse en enanas blancas siguen estando en la misma región en donde se formaron originalmente. Gracias a esto, un sistema binario puede tardar alrededor de un millón de años en la etapa de transferencia de masa (generando novas constantes) antes de que alcance las condiciones para que una supernova de tipo Ia pueda ocurrir.
Un problema persistente en la astronomía ha sido la identificación de los progenitores de supernovas. Las observaciones directas de los progenitores representarían información valiosa para el estudio de los modelos de supernovas. En 2006, el estudio de un progenitor que pudiera dar esta información cumpliría 100 años de esta búsqueda. La supernova SN 2011fe ha aportado evidencia importante. Observaciones previas al fenómeno con el Telescopio Hubble no mostraron la posición de una estrella en dicho evento, excluyendo la posibilidad de que un gigante rojo fuera el causante de dicha ocurrencia. El plasma que se esparció debido a la explosión presentó evidencia de contener carbono y oxígeno, haciendo muy probable que la enana blanca causante de dicho fenómeno estuviera compuesta principalmente de dichos elementos.
De manera similar, observaciones cercanas al fenómeno SN PTF 11kx, descubierto el 16 de enero de 2011 por PTF, llevaron a la conclusión de que estas explosiones nacen de un solo progenitor degenerado, en compañía con un gigante rojo, sugiriendo que no existe la posibilidad de una supernova de tipo Ia con un progenitor aislado. Observaciones directas del progenitor de PTF11kx fueron reportadas el 24 de agosto en la edición de la revista _______ y apoyan esta conclusión, y también demuestran que las estrellas progenitoras producen novas periodicamente antes de llegar a las supernovas.

### Curva de luz

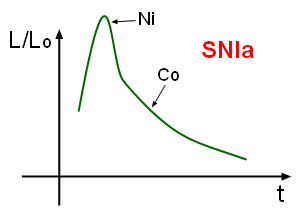
Esta gráfica de luminosidad (relativa al sol, L0) contra tiempo muestra la curva característica de las supernovas de tipo Ia. El pico es principalmente causado por el decaimiento de Níquel (Ni), mientras que las etapas consecuentes son generadas por cobalto (Co).

Las supernovas tipo Ia tienen una curva de luz característica, la intensidad de su luz como función del tiempo después de la explosión. Cercano al punto de máxima luminosidad, el espectro contiene líneas de elementos de masa intermedia, desde oxígeno hasta calcio. Estos son los principales componentes de las capas exteriores de la estrella. Meses después de la explosión, cuando las capas exteriores se han expandido al punto de ser transparentes, el espectro está dominado por la luz emitida por el material cercano al núcleo de la estrella, elementos pesados sintetizados durante la explosión; isótopos con masa cercana a la del Hierro. El decaimeinto de nickel-56 a hierro-56 produce fotones de alta energía que dominan la expulsión de energía.
El uso de las supernovas de tipo Ia para medir distancias precisas fue gracias a la colaboración de astrónomos estadounidenses y chilenos, la vigilancia de supernovas de Calán/Tololo. En una serie de artículos en los 90s la vigilancia mostró que las supernovas de tipo Ia no comparten en los mismos picos de luminosidad, un parámetro suficiente de la curva de luz que puede ser usado para corregir la luminosidad errada a un estándar común. Las correcciones originales a este valor conocidas como la relación de Phillips fueron usadas para determinar distancias relativas con una precisión del 7%. La causa de la estabilidad en el pico de luminosidad se debe a cantidad de nickel-56 producido en las enanas blancas que explotan tentativamente cerca del límite de Chandrasekhar.
La similitud en la luminosidad absoluta en los perfiles conocidos de todas supernovas de tipo Ia ha llevado a ser usado como un estándar secundario en la astronomía extragalactica. Las últimas calibraciones de la escala variable de Cepheid en distancia y mediciones geométricas directas en la medición de NGC 4258 de la dinámica del medidor de masa, combinado con el diagrama de Hubble de las supernovas de tipo Ia han llevado a una mejor interpretación de la constante de Hubble.
En 1998, las observaciones de supernovas de tipo Ia distantes indican el resultado inesperado de que el universo parece estar en una aceleración expansiva. Tres miembros de dos equipos fueron galardonados con premios Nobel por estos descubrimientos.

## Dos tipos distintos
Recientemente se ha descubierto que las supernovas de tipo Ia fueron consideradas iguales son realmente, diferentes. Al comienzo de la historia del universo eran mucho más frecuentes que en la actualidad, y esta clase de datos podría tener un significado cosmológico que después podría llevar a la estimación de la tasa de expansión del universo y la prevalencia de la energía oscura. Para demostrar estos datos, se necesitará más investigación.